# Foussemagne
Ne doit pas être confondu avec Fossemagne.
Foussemagne est une commune française située dans le département du Territoire de Belfort, la région culturelle et historique de Franche-Comté et la région administrative Bourgogne-Franche-Comté. 
Ses habitants sont appelés les Foussemagniens.

## Géographie
Le village de Foussemagne est situé près de l’Aéroparc, ancien aérodrome de Fontaine transformé en parc d’activité industrielle, sur la route RD 419 reliant Belfort à Altkirch. Situé à 13 kilomètres de Belfort, chef-lieu du département, son altitude moyenne est de 350 m. Son territoire, couvrant 510 ha, est arrosé par la rivière de Saint-Nicolas qui prend sa source près de Rougemont-le-Château, dans le massif des Vosges.

### Climat
Pour des articles plus généraux, voir Climat de la Bourgogne-Franche-Comté et Climat du Territoire de Belfort.
En 2010, le climat de la commune est de type climat des marges montargnardes, selon une étude du Centre national de la recherche scientifique s'appuyant sur une série de données couvrant la période 1971-2000. En 2020, Météo-France publie une typologie des climats de la France métropolitaine dans laquelle la commune est exposée à un climat semi-continental et est dans la région climatique  Vosges, caractérisée par une pluviométrie très élevée (1 500 à 2 000 mm/an) en toutes saisons et un hiver rude (moins de 1 °C). 
Pour la période 1971-2000, la température annuelle moyenne est de 9,8 °C, avec une amplitude thermique annuelle de 17,5 °C. Le cumul annuel moyen de précipitations est de 1 029 mm, avec 11,5 jours de précipitations en janvier et 10,2 jours en juillet. Pour la période 1991-2020, la température moyenne annuelle observée sur la station météorologique de Météo-France la plus proche, « Novillard_sapc », sur la commune de Novillard à 4 km à vol d'oiseau, est de 10,7 °C et le cumul annuel moyen de précipitations est de 909,2 mm. 
La température maximale relevée sur cette station est de 38 °C, atteinte le 4 août 2022 ; la température minimale est de −18,1 °C, atteinte le 20 décembre 2009,,. 
Les paramètres climatiques de la commune ont été estimés pour le milieu du siècle (2041-2070) selon différents scénarios d'émission de gaz à effet de serre à partir des nouvelles projections climatiques de référence DRIAS-2020. Ils sont consultables sur un site dédié publié par Météo-France en novembre 2022.

## Urbanisme

### Typologie
Au 1er janvier 2024, Foussemagne est catégorisée bourg rural, selon la nouvelle grille communale de densité à sept niveaux définie par l'Insee en 2022.
Elle est située hors unité urbaine. Par ailleurs la commune fait partie de l'aire d'attraction de Belfort, dont elle est une commune de la couronne,. Cette aire, qui regroupe 91 communes, est catégorisée dans les aires de 50 000 à moins de 200 000 habitants,.

### Occupation des sols
L'occupation des sols de la commune, telle qu'elle ressort de la base de données européenne d’occupation biophysique des sols Corine Land Cover (CLC), est marquée par l'importance des territoires agricoles (57,1 % en 2018), en diminution par rapport à 1990 (60,9 %). La répartition détaillée en 2018 est la suivante :
terres arables (29,1 %), forêts (23,7 %), prairies (17,6 %), zones urbanisées (10,7 %), zones agricoles hétérogènes (10,4 %), zones industrielles ou commerciales et réseaux de communication (8,5 %). L'évolution de l’occupation des sols de la commune et de ses infrastructures peut être observée sur les différentes représentations cartographiques du territoire : la carte de Cassini (XVIIIe siècle), la carte d'état-major (1820-1866) et les cartes ou photos aériennes de l'IGN pour la période actuelle (1950 à aujourd'hui).

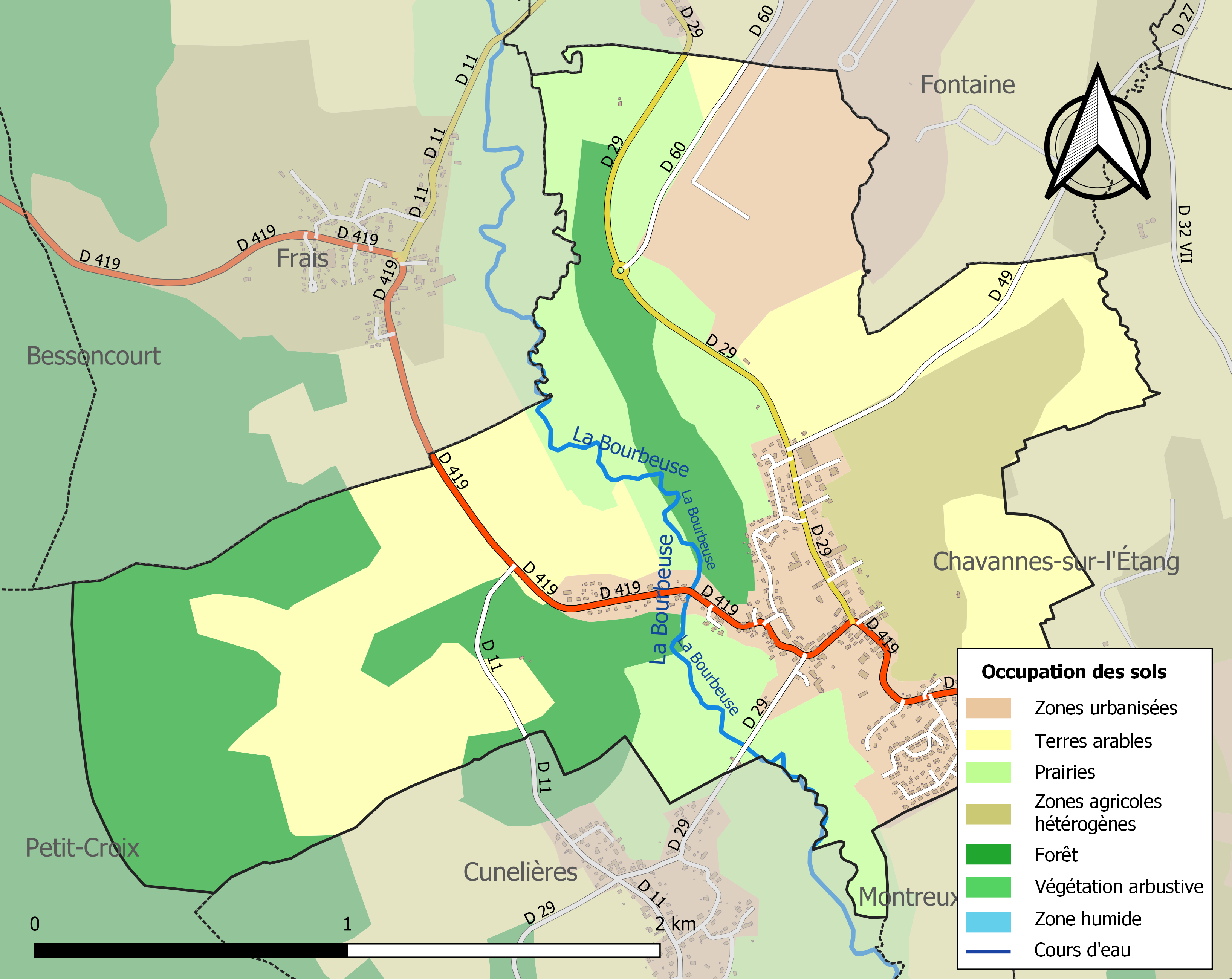
Carte des infrastructures et de l'occupation des sols de la commune en 2018 (CLC).

## Toponymie
- Fuszmengin (1533), Fuchsmeng (1576), Fuchsmanien (1627)[13], Foussemagne (1793).

## Histoire

### Faits historiques
Du Moyen Âge jusqu’à 1790, Foussemagne fait partie du fief de Montreux-Château et en devient même le chef-lieu à partir du XVIe siècle. Avant d’être rattaché définitivement à la France en 1648, le nom du village figure sur des cartes sous la forme Fuchsmeng. Le village dépend alors de la paroisse de Fontaine. La chapelle Sainte-Anne, fondée à la fin du XVIIe siècle, est reconstruite au XIXe siècle. Au début du XIXe siècle, une synagogue est construite, destinée à la communauté juive, la plus importante du département qui comprend 132 personnes cohabitant avec 300 catholiques. Cette particularité est due en partie aux seigneurs du lieu, la famille de Reinach, qui a favorisé leur installation. Le 30 juin 1815, le 8e corps du général Lecourbe affronte des fantassins autrichiens du général comte de Colloredo. Les combats font des centaines de morts et de blessés. De 1871 à 1914, la frontière franco-allemande passe en bordure du territoire du village.

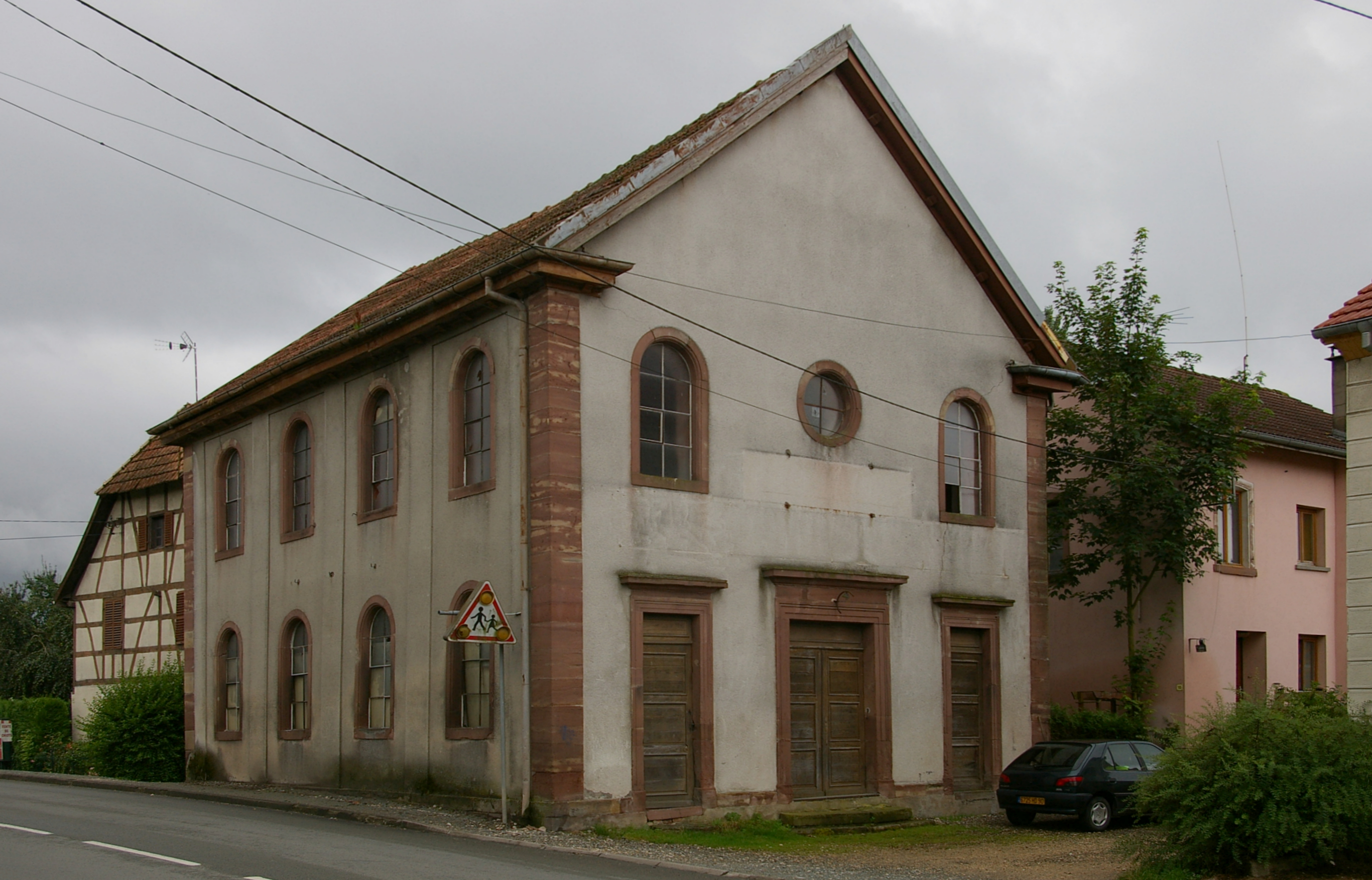
Synagogue aujourd'hui abandonnée de Foussemagne.

« Foussemagne est le seul village en France où il y a une synagogue et pas d'église ». Ces propos, tout à fait exacts, ont été écrits par l'académicien André Frossard dans Dieu existe, je l'ai rencontré. Il est le fils de Louis-Oscar Frossard, né à Foussemagne, ministre sous le Front populaire de Léon Blum et neveu de Gaston Frossard, maire de Foussemagne (1945-1965).
En effet, de nombreuses familles juives s'établissent en Alsace à partir du rattachement de cette dernière à la France en 1648. Foussemagne est connue pour avoir abrité une communauté israélite très vivante, du début du XVIIIe siècle jusqu'au début du XXe siècle. Une synagogue fut construite au XIXe siècle, en 1850 et servit au culte israélite jusqu'en 1940, année noire où elle est fermée, pillée et saccagée par les nazis. Les quelques Juifs qui restaient à Foussemagne disparurent dans la Shoah durant la guerre.
Les façades et toitures de la synagogue sont inscrites aux monuments historiques par arrêté du 21 décembre 1984. En 2008, la commune la rachète afin d'en faire un lieu de mémoire de son histoire et des Juifs de Foussemagne et de ceux de la synagogue de Belfort en y créant un musée. Trois personnages, originaires de Foussemagne, ont marqué l'histoire politique et culturelle de la France : Ludovic-Oscar Frossard, cofondateur du Parti communiste français, André Frossard, son fils, académicien, et Tristan Bernard, humoriste, homme de théâtre, dont le père d'origine juive est né à Foussemagne.

### Héraldique
| Armes de Foussemagne | Les armes peuvent se blasonner ainsi : de gueules à l'aigle bicéphale d'argent, becquée et membrée d'or. |

## Politique et administration
| Période  | Période  | Identité             | Étiquette | Qualité |
| -------- | -------- | -------------------- | --------- | ------- |
| 1793     | 1797     | Joseph Feltin        |           |         |
| 1797     | 1799     | Jean-Pierre Feltin   |           |         |
| 1799     | 1808     | Joseph Feltin        |           |         |
| 1808     | 1815     | Nicolas Martin       |           |         |
| 1815     | 1816     | Jean-Pierre Ferard   |           |         |
| 1816     | 1841     | Nicolas Martin       |           |         |
| 1841     | 1848     | François Voilliat    |           |         |
| 1848     | 1853     | Célestin Charbonnier |           |         |
| 1853     | 1858     | Louis Blanchot       |           |         |
| 1858     | 1866     | Xavier Choffat       |           |         |
| 1866     | 1867     | Jean-Claude Feltin   |           |         |
| 1867     | 1871     | Célestin Charbonnier |           |         |
| 1871     | 1888     | François Feltin      |           |         |
| 1888     | 1893     | Théodore Lamy        |           |         |
| 1893     | 1912     | Jacques Cayot        |           |         |
| 1912     | 1919     | Gaston Grasser       |           |         |
| 1919     | 1928     | François Raedersdorf |           |         |
| 1928     | 1944     | Jules Sarrieu        |           |         |
| 1945     | 1965     | Gaston Frossard      |           |         |
| 1965     | 1977     | Gilbert André        |           |         |
| 1977     | 1988     | Jean Massias         |           |         |
| 1988     | 2012     | Louis Massias        | EELV      |         |
| 2012     | mai 2020 | Serge Picard         |           |         |
| mai 2020 | En cours | Arnaud Miotte        |           |         |

## Population et société

### Démographie
L'évolution du nombre d'habitants est connue à travers les recensements de la population effectués dans la commune depuis 1793. Pour les communes de moins de 10 000 habitants, une enquête de recensement portant sur toute la population est réalisée tous les cinq ans, les populations de référence des années intermédiaires étant quant à elles estimées par interpolation ou extrapolation. Pour la commune, le premier recensement exhaustif entrant dans le cadre du nouveau dispositif a été réalisé en 2008.

En 2022, la commune comptait 885 habitants, en évolution de −4,12 % par rapport à 2016 (Territoire de Belfort : −2,78 %, France hors Mayotte : +2,11 %).
| 1793 | 1800 | 1806 | 1821 | 1831 | 1836 | 1841 | 1846 | 1851 |
| ---- | ---- | ---- | ---- | ---- | ---- | ---- | ---- | ---- |
| 318  | 357  | 394  | 473  | 442  | 488  | 425  | 468  | 521  |

| 1856 | 1861 | 1866 | 1872 | 1876 | 1881 | 1886 | 1891 | 1896 |
| ---- | ---- | ---- | ---- | ---- | ---- | ---- | ---- | ---- |
| 514  | 467  | 458  | 553  | 526  | 550  | 566  | 528  | 476  |

| 1901 | 1906 | 1911 | 1921 | 1926 | 1931 | 1936 | 1946 | 1954 |
| ---- | ---- | ---- | ---- | ---- | ---- | ---- | ---- | ---- |
| 466  | 434  | 452  | 391  | 397  | 408  | 284  | 284  | 423  |

| 1962 | 1968 | 1975 | 1982 | 1990 | 1999 | 2006 | 2008 | 2013 |
| ---- | ---- | ---- | ---- | ---- | ---- | ---- | ---- | ---- |
| 414  | 465  | 384  | 517  | 509  | 602  | 891  | 973  | 926  |

| 2018 | 2022 | - | - | - | - | - | - | - |
| ---- | ---- | - | - | - | - | - | - | - |
| 919  | 885  | - | - | - | - | - | - | - |

La population était de 342 habitants en 1803 ; elle est montée à 553 en 1872 à la suite de l’annexion de l’Alsace par l’Empire allemand.

### Personnalités liées à la commune
- Ludovic Oscar Frossard, un ancien ministre de Léon Blum, fondateur historique du parti communiste français au Congrès de Tours et père de l’académicien André Frossard est né à Foussemagne le 5 mars 1889.
- Georges Prost (1915-1945), Compagnon de la Libération, Mort pour la France le 23 janvier 1945 à Guémar

## Lieux et monuments

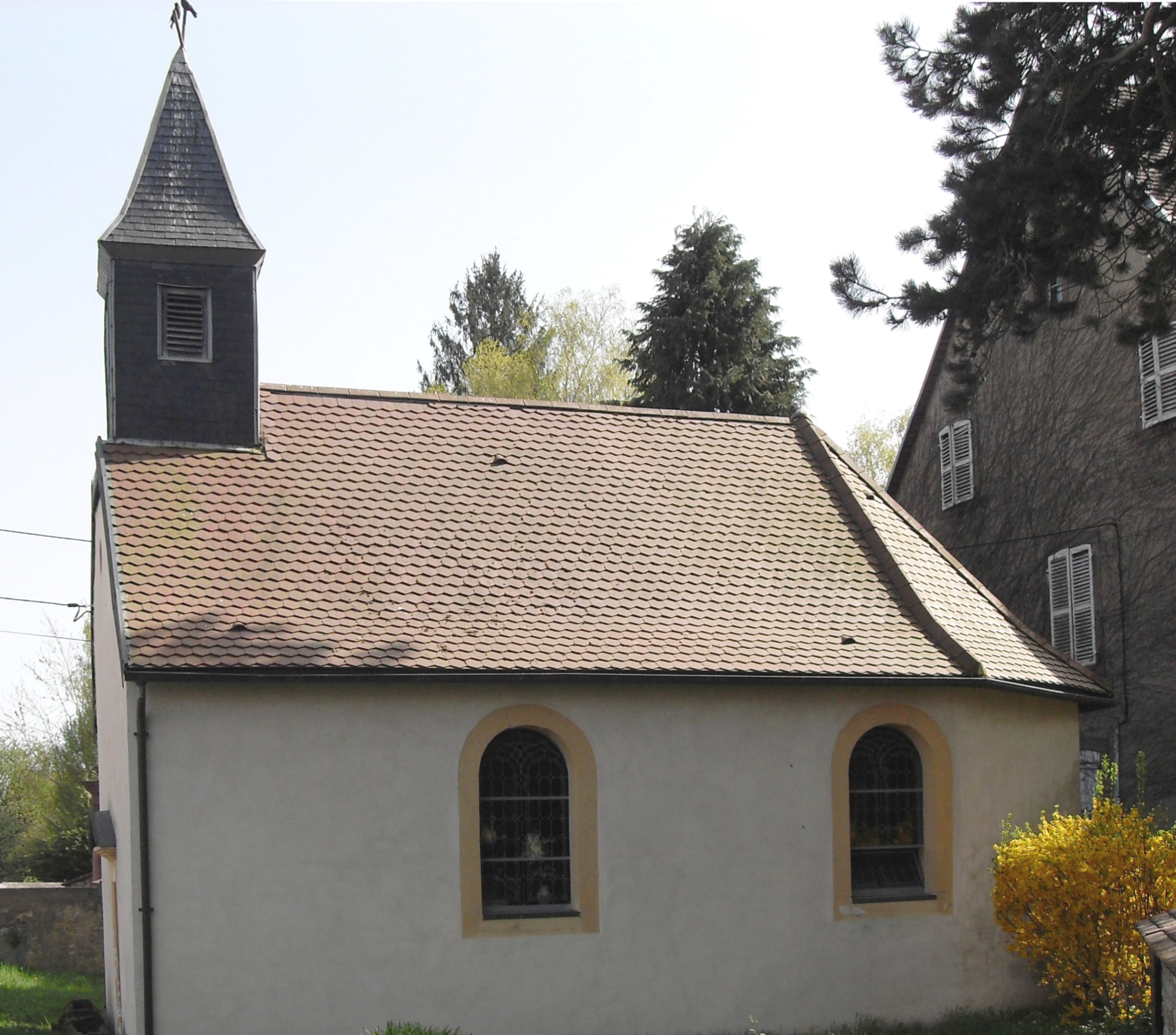
La chapelle Sainte-Anne.

Le pont au-dessus de la rivière Saint-Nicolas est un vestige de ponton Whale, aussi appelé pont d'Arromanches, installé en 1952. L'ancien pont de pierres a été dynamité en novembre 1944 lors de la retraite allemande.

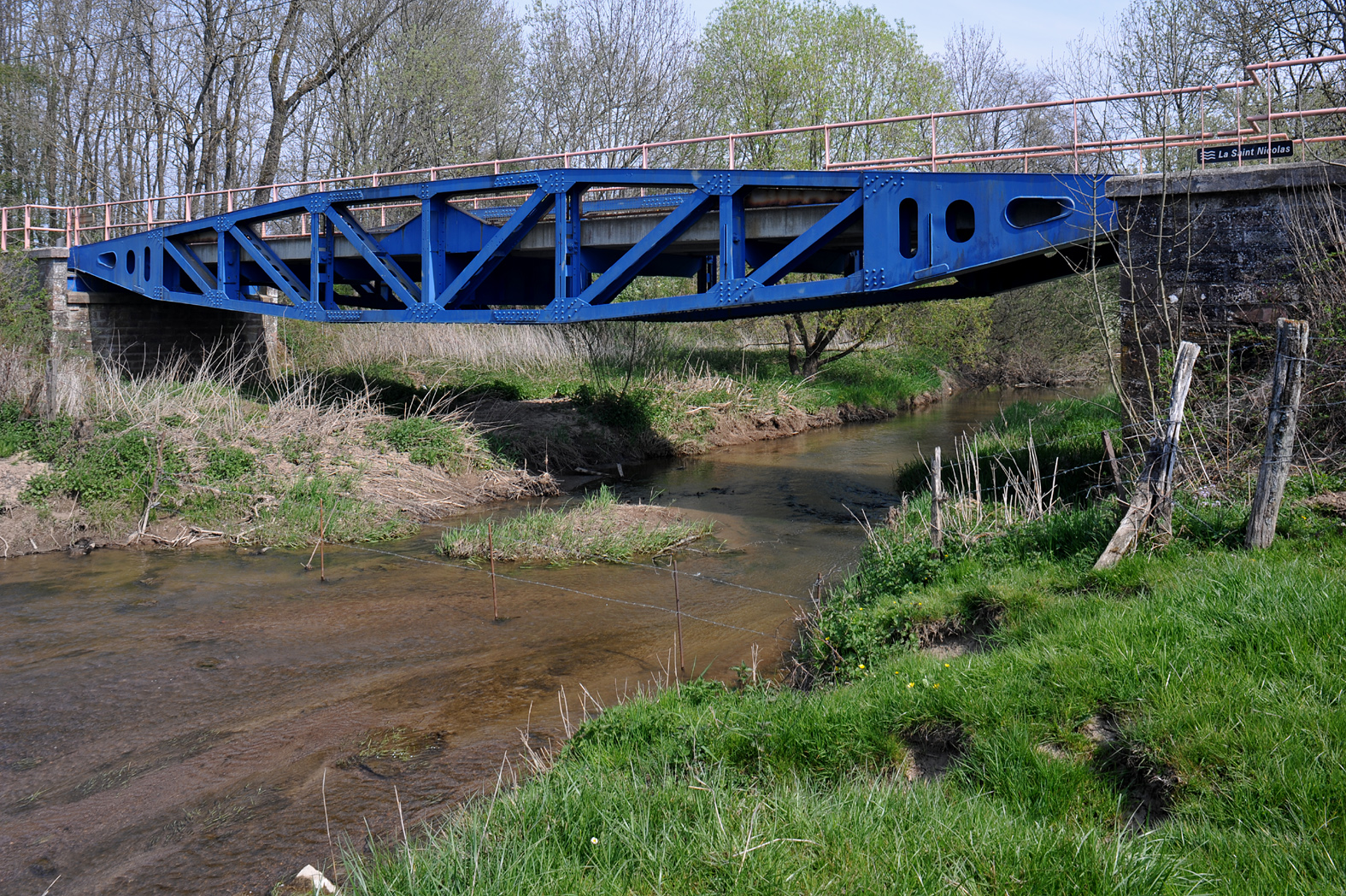
pont d'Arromanches de Foussemagne.

On trouve au centre du village la place et la maison des Arches.

Ce bâtiment abrite la salle des fêtes et la médiathèque municipale.
La synagogue de Foussemagne est classée monument historique depuis 1984.

## Pour approfondir